# 璧山专区
璧山专区，四川省已撤消的专区。
1949年12月20日巴縣專區遷駐璧山縣，改名璧山專區。属川东行署区，在今重庆市西部。辖璧山縣、江津縣、合川縣、江北縣、綦江縣、永川縣、榮昌縣、大足縣、銅梁縣、巴縣等县。专员公署驻璧山县。1951年巴县划归重庆市。1952年改属四川省，迁驻江津，改名江津专区。